# Монтекио
Монтѐкио (на италиански: Montecchio) е село и община в Централна Италия, провинция Терни, регион Умбрия. Разположено е на 377 m надморска височина. Населението на общината е 1778 души (към 2010 г.).